# NGC 4092
NGC 4092是一个位于后发座的螺旋星系，距离地球3.1亿光年，1864年5月2日由海因里希·路易·达雷发现，属于NGC 4065星系群，有一个活动星系核。